# Минчук, Роберту
Роберту Минчук (порт. Roberto Minczuk; род. 23 апреля 1967, Сан-Паулу) — бразильский дирижёр украинского происхождения.
Возглавлял оркестр Национального университета в Бразилиа, затем работал с Симфоническим оркестром штата Сан-Паулу, руководил первыми в истории коллектива гастролями (2000, Лима) и первым европейским выступлением (2003, Нюрнберг). Выступал с ведущими оркестрами мира, в 1998 г. дебютировал за пультом Нью-Йоркского филармонического оркестра, руководил гастролями Лондонского филармонического оркестра в США, осуществил ряд оперных постановок, в том числе в Лионской опере и на Эдинбургском фестивале.
Музыкальный руководитель Филармонического оркестра Калгари (с 2003 г.). Одновременно в 2006 г. возглавил Бразильский симфонический оркестр, существенно подняв его уровень, однако в 2011 г. попытки реформировать систему оплаты музыкантов и обновить состав привели к конфликту и затяжному кризису в оркестре, на который откликнулись многие национальные СМИ и даже известный мировой музыкальный обозреватель Норман Лебрехт.
С 2016 года главный дирижёр Муниципального симфонического оркестра Сан-Паулу.